# إبراهيم الرميحي
إبراهيم الرميحي هو مدافع كرة قدم قطري لعب في مركز المدافع، ومثل قطر في كأس آسيا 1984.

## المسيرة الرياضية
سجل هدفًا في بايرن ميونخ في حفل افتتاح استاد نادي قطر بعد الاعتزال اتجه لمجال التحكيم فأصبح حكم دولي واشتهر حينما قاد نهائي كأس ولي عهد قطر سنة 1999 والذي فاز به الوكرة بعد اعتزال التحكيم أصبح عضو في مجلس إدارة نادي قطر وهو الآن ناقد ومحلل في مجال الرياضة والتحكيم.